# Société patriotique de 1765
La Société patriotique de 1765 (Patriotische Gesellschaft von 1765 en allemand) est une association privée sociale et culturelle fondée en 1765 à Hambourg.

## Histoire
La fondation se fait à l'exemple d'autres sociétés en Europe, comme en 1731 la Dublin Society for improving Husbandry, Manufactures and other Useful Arts, en 1753 à Londres la Royal Society of Arts et à la suite la Gesellschaft für das Gute und Gemeinnützige à Bâle ou à Paris la Société d'encouragement pour l'industrie nationale.
Le nom de "Société patriotique" signifie principalement la promotion désintéressée de la communauté. Elle se veut fidèle à son objectif de charité issu du siècle des Lumières.
À l'initiative de la Société patriotique de 1765 et de ses membres, on introduit à Hambourg les premiers paratonnerres et la production de pomme de terre, la création de la première caisse d'épargne en Europe en 1778, de la Hamburger Öffentliche Bücherhallen, une bourse du travail pour les dockers. La Société fonde aussi une école de dessin technique qui deviendra l'université des sciences appliquées de Hambourg. En outre, avec le soutien de la Société patriotique, le musée des arts et métiers et le Hamburgmuseum sont fondés. En 1767, elle crée une école d'arts, précurseur de la Hochschule für bildende Künste Hamburg.
En coordination avec la Société patriotique, les intellectuels de Hambourg fondent en 1868 la Société des arts et des sciences dont le siège est le même que la Société patriotique. Son président est Hermann Baumeister. De nombreuses conférences importantes sur le développement de la ville de Hambourg ont lieu dans le cadre des réunions du club, comme une présentation de l'hôtel de ville de Hambourg par l'architecte Martin Haller. En 1922, après la fondation de l'Übersee-Club, la Société des arts et des sciences est dissoute.

## Membres
- Wilhelm Amsinck (1752 – 1831), sénateur et maire
- Johann August Arens (1757 – 1806), architecte
- Ferdinand Beneke (1774 – 1848), juriste et homme politique
- Johann Joachim Bolten (1752 – 1835), juriste
- Johann Georg Büsch (1728 – 1800), pédagogue
- Friedrich Ludwig Christian Cropp (1718 – 1796), médecin, collectionneur d'arts
- Aloys Denoth (1851 – 1893), sculpteur
- Franz Gustav Joachim Forsmann (1795 – 1878), architecte
- Paul Dietrich Giseke (1741 – 1796), médecin, botaniste et bibliothécaire
- Johann Hinrich Gossler (1738 – 1790), banquier
- Johann Arnold Günther (1755 – 1805), sénateur
- Salomon Heine (1767 – 1844), banquier
- Johann Michael Hudtwalcker (1747 – 1818), homme d'affaires
- Daniel Heinrich Jacobj (1820 – 1886), juriste
- Nicolaus Anton Johann Kirchhof (1725 – 1800) homme d'affaires, sénateur
- Anton August Heinrich Lichtenstein (1753 – 1816), zoologue et bibliothécaire
- Conrad Johann Matthiessen (1751 – 1822), homme d'affaires et banquier
- Friedrich Johann Lorenz Meyer (1760 – 1844), juriste et écrivain
- Johann Friedrich Albrecht August Meyer (1807 – 1893), juriste
- Gottfried Jacob Jänisch (1751 – 1830), médecin
- Martin Johann Jenisch (1760 – 1827), homme d'affaires et sénateur
- Ulrich Moller (1733 – 1807), homme d'affaires
- Carl Friedrich Petersen (1809 – 1892), juriste et premier maire de Hambourg
- Johann Albert Heinrich Reimarus (1729 – 1814), médecin
- Peter Friedrich Röding (1767 – 1846), homme d'affaires
- Nicolaus Schuback (1700 – 1783), juriste et maire
- Georg Heinrich Sieveking (1751 – 1799), homme d'affaires
- Heinrich Christian Sieveking (1752 – 1809), homme d'affaires et sénateur
- Ernst Georg Sonnin (1713 – 1794), architecte
- Johann Peter von Spreckelsen (1722 – 1795), juriste et sénateur
- Ernst Gottfried Vivié (1823 – 1902), sculpteur
- Caspar Voght (1752 – 1839), homme d'affaires et réformateur social
- Carl Ludwig Wimmel (1786 – 1845), architecte
- Andreas Christian Wolters (1770 – 1827), juriste et sénateur